# Königslutter am Elm
Königslutter am Elm település Németországban, azon belül Alsó-Szászország tartományban. Lakosainak száma 15 860 fő (2023. december 31.).

## Népesség
A település népességének változása:
| Lakosok száma | 15 880 | 15 774 | 15 704 | 15 786 | 15 933 | 15 860 |
|               | 2016   | 2017   | 2019   | 2021   | 2022   | 2023   |